# San Diego Tetitlán
San Diego Tetitlán är en ort i Mexiko.   Den ligger i kommunen Huatusco och delstaten Veracruz, i den sydöstra delen av landet, 220 km öster om huvudstaden Mexico City. San Diego Tetitlán ligger 1 604 meter över havet och antalet invånare är 433.
Terrängen runt San Diego Tetitlán är huvudsakligen kuperad, men norrut är den bergig. Terrängen runt San Diego Tetitlán sluttar österut. Runt San Diego Tetitlán är det ganska tätbefolkat, med 214 invånare per kvadratkilometer. Närmaste större samhälle är Huatusco de Chicuellar, 7,0 km sydost om San Diego Tetitlán. I omgivningarna runt San Diego Tetitlán växer huvudsakligen savannskog.